# Carme Simó i Saco
Carme Simó i Saco (Porrera, 2 de juliol de 1894 - Barcelona, 3 de gener de 1982) fou una mestra i pedagoga catalana. Deixebla de Joan Bardina, fou pionera de l'Escola activa, juntament amb el que seria el seu marit, el pedagog Enric Casassas i Cantó.

## Biografia
Filla d'una família de pagesos humils, que quan Carme tenia dos anys va emigrar a Barcelona. Després dels primers estudis, el 1907 ingressà a l'Escola de Mestres creada per Joan Bardina, on va conèixer Enric Casassas, amb qui es va casar el 1915 i amb qui va tenir quatre fills: Enric, Lluís, Oriol i Montserrat. El 1916, amb la carrera de Magisteri acabada, es va traslladar a Castellgalí, on Casassas havia estat nomenat mestre. Allà formaren la seva llar; hi tingué i hi enterrà el seu primer fill. El 1920, el matrimoni Casassas-Simó es van establir a Sabadell per treballar a l'Escola Nacional de Nens i Nenes del carrer de Bèlgica, 2 –actual carrer del Jardí–; ell a l'aula dels nens i ella a la de les nenes. Aquella escola, però, era molt deficient, tenia les aules desmanegades, les matrícules reduïdissimes i un prestigi social inexistent. Simó i Casassas van aplicar els mètodes que havien après i ben aviat els resultats de l'escola van canviar radicalment: van elevar el prestigi del centre i n'augmentà considerablement la matrícula.
El 1923 el matrimoni va començar a gestionar les Colònies de la Lliga d'Higiene Escolar de Sabadell, concretament les "de terra", mentre que altres s'encarregaven de les "de mar". En aquestes colònies, que es van dur a terme a Castellterçol i Rellinars, els infants hi tenien contacte amb la natura i hi aprenien la pràctica de la higiene, de la gimnàstica i del joc col·lectiu. Els pedagogs remarcaren aquelles colònies, de manera que de 1931 a 1937 les gestionaren, amb el Patronat de Colònies Escolars de Terrassa, a Tona.
El 1935 Carme Simó deixà Sabadell i s'encarregà d'un grau del Grup Escolar Ramon Llull, on passà dos anys. Després fou destinada al Grup Escolar Baixeras, on ja treballava Casassas i on feu feina fins que es va jubilar.

## Reconeixement i memòria
A partir dels ajuntaments democràtics, l'escola del carrer del Jardí de Sabadell on havia treballat es va passar a dir Escola Carme Simó, que el 2003 es va fusionar amb l'Escola Sant Gregori i són avui l'Escola Miquel Martí i Pol. L'edifici Carme Simó és ara part del Conservatori de Sabadell.
Una plaça del centre de la ciutat de Barcelona, davant de l'Escola Àngel Baixeras, on ella treballà, porta el seu nom des de 2018 per retre-li homenatge.